# Heliotropium dasycarpum
Heliotropium dasycarpum är en strävbladig växtart. Heliotropium dasycarpum ingår i Heliotropsläktet som ingår i familjen strävbladiga växter.

## Underarter
Arten delas in i följande underarter:
- H. d. dasycarpum
- H. d. transoxanum